# 北織さよ
北織 さよ（きたおり さよ、7月29日 - ）は、日本の歴史タレント、歌手、作詞家。アクタープロ「亮」所属。

## 来歴
埼玉県出身。元・BANZAI JAPANメンバー（2014年8月31日 - 2018年1月20日）旧芸名・花坂小夜。歴史系アーティスト「さくらゆき」の現メンバー（2019年3月30日 - ）

## 人物
- さくらゆきではソプラノボーカルと作詞を担当[2]
- 中岡慎太郎推しを公言[3]しており、さくらゆき加入後に初めてアルバム収録曲の作詞をする際にも題材の一人に選んでいる[4]
- 好きな戦国武将として長宗我部元親・信親父子を挙げたことがある[5]
- グレート家康公「葵」武将隊の徳川家康から「19番目の側室」と認知[6]され自称するようになった
- 徳川家康を好きになったきっかけの一つに東照宮（と名のつく神社）での巫女のバイト[7]経験[8][9]を挙げ[10]、今でも豊栄の舞（とよさかのまい）をやれる[11]としている
- 肩の強さに定評があり、イベントでは餅やボールを剛速球で遠くまで投げる[12]
- 結婚と懐妊を2023年12月に公表[13]、出産を無事終えたことを翌年6月に報告[14]している

## 出演
※歴史系アーティスト さくらゆき としての出演は「さくらゆき」を参照

### テレビ
- ヒルナンデス！春のオススメ秩父巡り[15][16]（日本テレビ）2025年5月2日

### イベント
- さくらゆき納涼会[17]（長野県上田市）2019年8月3日
- お城EXPO2021[18]（神奈川県横浜市）2021年12月18、19日
- にっぽん城まつり2022feat.出張！お城EXPOin愛知[19]（愛知県常滑市）2022年3月19、20日
- 岐阜関ケ原古戦場記念館別館売店特別販売スタッフ[20]（岐阜県不破郡関ケ原町）2022年5月4、5日
- 大阪・お城フェス2022[21]（大阪府大阪市）2022年8月12 - 14日
- 大関ケ原祭2022[22]公式リポーター（岐阜県不破郡関ケ原町）2022年10月9、10日
- お城EXPO2022[23]（神奈川県横浜市）2022年12月17日
- にっぽん城まつり2023feat.出張！お城EXPOin愛知[24]（愛知県常滑市）2023年3月18、19日
- 大阪・お城フェス2023[25]（大阪府大阪市）2023年8月12、13日
- お城EXPO2023[26]（神奈川県横浜市）2023年12月16日
- 石田三成スペシャル[27]特別リポーター（岐阜県不破郡関ケ原町）2024年9月14日
- お城EXPO2024[28]（神奈川県横浜市）2024年12月22日

## タイアップ
- 関ケ原古戦場並びに岐阜戦国武将観光大都市圏PRタレントスタッフ　東京圏（2021年7月13日 - ）[29]
- 関ケ原古戦場並びに岐阜戦国武将観光PRタレントスタッフ（2022年6月1日 - ）[30]
- 岐阜・関ケ原PRタレントスタッフ[2]
- 岡崎大河ドラマ館応援隊（2023年3月17日 - 2024年3月31日）[31]

## 作品

### 作詞
1. 東雲（平将門イメージ曲／作曲：伊勢賢治）2020年12月1日
2. 祈りの糸（豊臣秀吉妻・北政所イメージ曲／作曲：伊勢賢治）
3. 果てない夢路（中岡慎太郎イメージ曲／作曲：森伸弘）
4. 潮風のゆくえ（小西行長イメージ曲／作曲：眞鍋香我）2024年10月19日
5. 銀の標（蒲生氏郷イメージ曲／作曲：眞鍋香我）
6. 催花の雨（千姫イメージ曲／作曲：眞鍋香我）